# Apajkeresztúr
Apajkeresztúr (más néven Raszinyakeresztúr, horvátul Rasinja) falu és község Horvátországban Kapronca-Kőrös megyében. Közigazgatásilag Belanovo Selo, Cvetkovec, Duga Rijeka, Gorica, Grbaševec, Ivančec, Koledinec, Kuzminec, Ludbreški Ivanac, Lukovec, Mala Rasinjica, Mala Rijeka, Prkos, Radeljevo Selo, Ribnjak, Subotica Podravska, Velika Rasinjica, Veliki Grabičani, Veliki Poganac és Vojvodinec
települések tartoznak hozzá.

## Fekvése
Kaproncától 10 km-re nyugat-északnyugatra, Ludbregtől 10 km-re délkeletre a Kemléki-hegység előterében fekszik.

## Története
A települést 1170-ben említik először, amikor Prodan zágrábi püspök a település környéki földjeit a templomos lovagoknak adta. Nevezetessége Apajvára romja, melyet 1236-ban említenek először. Kercselics Boldizsár szerint a Gutkeled nembeli Apaj szlavón bán építtette a 13. század első felében, majd lelki üdve megváltása érdekében a templomosoknak adományozta. Később a Bacskaiakra, majd a raszinjakeresztúri Bocskai családra szállott. A települést 1411-ben Apajkeresztúrnak nevezik. A várat és a középkori falut valószínűleg 1532-ben a Kőszeg ostroma alól visszavonuló török sereg pusztította el. A 18. században még jelentős romjai látszottak, mára azonban felszíni nyoma nem maradt. Az 1532-ben már elpusztított Apajkeresztúrt 1574-ben, 1576-ban és 1579-ben is felégette a török. 1603-ban elpusztította a középkori plébániatemplomot is. A falu a 16. század elején a Bocskai család birtoka, majd 1527-től Pekri Lajosé, aztán 1558-tól Erdődy Tamás horvát báné, majd házasság révén 1624-ben az Auesperger és később szintén házasság révén a Gaisruck családé lett. Végül 1746-ban az Inkey család vásárolta meg és 1945-ig meg is tartotta. A falu területén a mai kastély közelében még egy vár is állt Keresztúr vára, melyet az Inkeyek 1930-ban adtak el egy bizonyos Takács Györgynek, aki lebontatta azt és a helyén családi házat építtetett. A vár szabálytalan alaprajzú építmény volt, melyet három kisebb és egy nagyobb négyzet alapú torony védett. Gazdasági épületei az északi részen a mai kastély környékén álltak.
A várat 1543 és 1554 között építették a török ellen a lakosság védelmére. A kastély közelében állt a középkori gótikus templom is, melyet 1790-ben barokk stílusban építettek át, majd később többször megújították és bővítették. Tornyát a 19. század közepén építették, sírboltjában kegyurai az Inkey család tagjai nyugszanak. A 19. században a rasinjai uradalom a legnagyobb volt Körös vármegyében, melyhez számos major, így Kuzminec, Prkos, Gorica, Imbriovec, Ferdinánd major, Gjelekovec, Grbaševci, Ludmila major és Gizella major is hozzá tartozott. Gorica és Ludmilla majorban híres lótenyészet is működött. Az uradalomhoz 1848-ban 164 település tartozott. 1860-ban Rasinján téglagyárat alapítottak. A mai kastélyt 1883 és 1885 között építtette Inkey Ferdinánd. A 19.és 20. század fordulóján az uradalom területe 4268,37 hektár tartozott 13 majorral, melyek közül 7 bérelt volt. Az uradalom területéből 2248,09 hektár szántó, 9 hektár kert, 509,70 hektár rét, 16,50 hektár szőlő, 158,70 hektár legelő, 1175,30 hektár erdő, 1,73 hektár mocsár és 149,35 hektár terméketlen talaj volt. A főbb termesztett növények a repce, a búza, a rozs, az árpa, a zab, a bab, a borsó, a lóhere, a kukorica és a cukorrépa voltak. A birtokot az Inkeyek már a 20. század elején kezdték eladogatni, majd az első világháború utáni földreformmal területe lényegesen csökkent. A település a trianoni békeszerződésig Varasd vármegye Ludbregi járásához tartozott.
2001-ben a községnek 3818, magának Apajkeresztúrnak 958 lakosa volt.

## Nevezetességei
- Apaj középkori várának csekély maradványai egy meredek, fával benőtt hegytetőn találhatók, melyet a köznép Buda (Budim) hegynek nevez. A hegy csúcsán lévő plató, melyen Apaj vára foglalt helyet egy mintegy 30 méter hosszú és 16 méter széles. Felszíni falak nincsenek, csak habarcs kötőanyagos tégla- és kőtöredékek találhatók szétszórtan. A falak egy részét ásatással feltárták. A hegycsúcs aljában, a déli oldalon, egy széles földsánc figyelhető meg. A hegy északkeleti oldalában forrás fakad.

- Az Inkey-kastélyt[2] 1883 és 1885 között építtette báró Inkey Ferdinánd. 12 méter széles és 54 méter hosszú, észak–déli fekvésű, emeletes épület. Építéséhez részben felhasználták Apaj várának romjait is és építésével egyidejűleg elkezdődött a közelében állt öregvár pusztulása is. Ennek lebontása után a 20. század 30-as éveiben a kastélyt északi és déli irányban is kétemeletes szárnnyal bővítették, miközben régi földszintes részeit lebontották, így az épület H alakú lett. Homlokzatán neoreneszánsz, neoromantikus, neoklasszicista és neobarokk díszítőelemek váltakoznak. Az épület az utóbbi ötven év gondatlan használata következtében sokat veszített szépségéből. Eredeti formájában megmaradt az előcsarnok a lépcsőházzal és a kovácsoltvas korláttal, valamint a mennyezeti festmények és a padlólapok. A kastélyt 6,5 hektáros park övezte, melyhez gyümölcsös, erdő és a közeli plébániatemplom körüli régi temető is hozzá tartozott. A 19. század második felében alakították ki, bár egyes részei már a század első felében is megvoltak, mert már 1834-ben említést tesznek róla. A park területe mára lényegesen csökkent és lepusztult állapotban van. A kastélytól délre számos ősi fa, a tó, a jégpince és az élősövény részei maradtak fenn belőle.

- Szent Kereszt tiszteletére szentelt római katolikus plébániatemploma[3] a 18. század végén épült. A templom az Inkey-kastélytól délre fekvő egykori parkban található. A 15.  és 16. század fordulóján épült, és mai megjelenését a késő barokk átépítés során nyerte el, amelyet 1795-ben fejeztek be. A harangtorony 1842-ben épült. Az eredeti templomból fennmaradt a sokszög záródású, kívülről támpillérekkel megtámasztott szentély, amely mellé a régi alapokon új hajót építettek. A szentélytől délre található a földszintes sekrestye. A barokk átépítés korából két mellékoltár, a szószék és az orgona maradt fenn.